# Horodyszcze (rejon łucki)
Horodyszcze (ukr. Городище) – wieś na Ukrainie, w obwodzie wołyńskim, w rejonie łuckim.